# Snellesluis

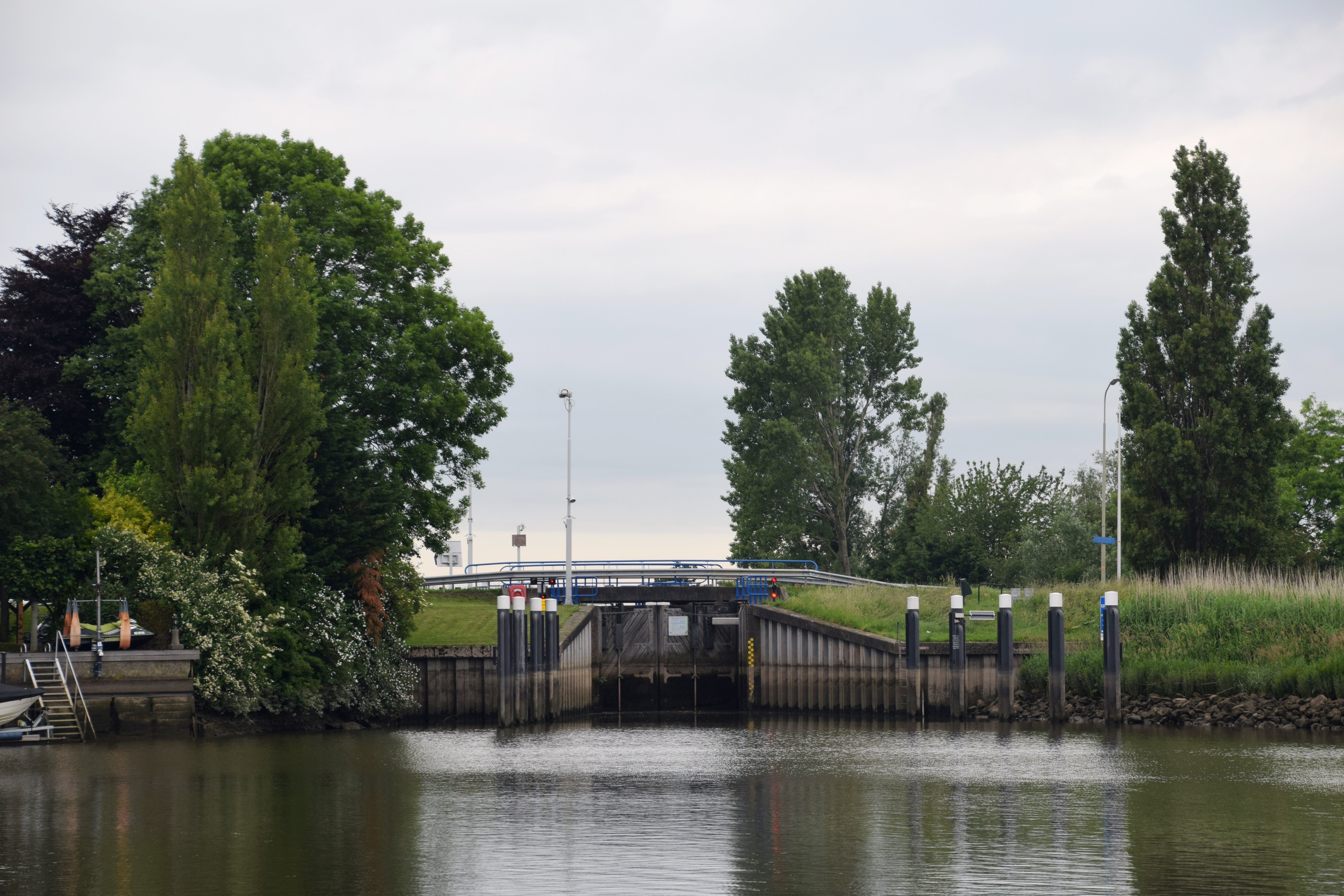
De Snellesluis bij Moordrecht

De Snellesluis is een schutsluis in het verbindingsvaartje van de Ringvaart van de Zuidplaspolder naar de Hollandsche IJssel, in de gemeente Zuidplas, in de Nederlandse provincie Zuid-Holland. De vaarweg behoort tot de CEMT-klasse 0.
De sluis is 23,90 meter lang, 5,50 meter breed en de sluisdrempel ligt aan de buitenkant op NAP -3,40 m, aan de binnenkant op ongeveer KP -1,50 m. Over het bovenhoofd ligt een vaste brug met een doorvaarthoogte van NAP +4,00 m.
De sluis ligt in de vaarroute Gouda - Rotterdam via o.a. de Ringvaart van de Zuidplaspolder, de Hennipsloot en de Rotte en is voor schepen die onder de laagste vaste brug met een doorvaarthoogte van 2,40 m door kunnen en niet dieper steken dan 0,9 m een alternatief voor de drukke Nieuwe Maas. Door de geringe afmetingen van de vaarweg is de sluis niet tot nauwelijks van belang voor de beroepsvaart.
De sluis wordt op afstand bediend vanuit het gemaal Abraham Kroes en daarvoor is de sluis voorzien van camera's en luidsprekers. Bediening kan worden aangevraagd door middel van drukknoppen op het remmingwerk.
De huidige Snelle Sluis gebouwd in 1987 vervangt de oude bovensluis. Tot 1987 was de Snelle Sluis gebouwd in 1829 een gekoppelde- of tweetrapssluis bestaande uit een onder- en bovensluis. De nieuwe sluis heeft de functie overgenomen van zowel de oude boven als de oude onder sluis. In 2019 is de oude ondersluis, die geen waterkerende functie meer had, na jarenlang protest gesloopt.